# Provincia senese superiore
La Provincia senese superiore fu una suddivisione amministrativa del Granducato di Toscana con capoluogo Siena.
La provincia fu istituita il 18 marzo 1766 in seguito alla dissoluzione dello Stato Nuovo di Siena, dopo le riforme avviate dalla dinastia granducale degli Asburgo-Lorena. L'ente rimase attivo – esclusa la parentesi napoleonica – fino al 1º novembre 1825, quando venne istituito il compartimento di Siena.

## Suddivisione amministrativa
La provincia era suddivisa in sei capitanati, quattordici podesterie, due vicariati con giurisdizione civile, a loro volta comprendenti 56 comunità e 272 comunelli.